# Gagos (Guarda)
Gagos é uma povoação portuguesa do Município da Guarda que foi sede da extinta Freguesia de Gagos, freguesia que tinha 10,14 km² de área e 127 habitantes (2011), e, por isso, uma densidade populacional de 12,5 hab/km².
A Freguesia de Gagos foi extinta pela reorganização administrativa de 2012/2013, sendo o seu território anexado pela vizinha Freguesia de São Pedro do Jarmelo. 
À Freguesia de Gagos pertencia ainda a aldeia de Monteiros.

## Património
- Villa de Vilares[4]

## População
★ Criada pela lei nº 1746, de 13/02/1925 com lugares das freguesias de Jarmelo (S. Miguel) e Jarmelo (S. Pedro)
| 1930 | 1940 | 1950 | 1960 | 1970 | 1981 | 1991 | 2001 | 2011 |
| 410  | 455  | 454  | 391  | 254  | 217  | 181  | 134  | 127  |

Por idades em 2001 e 2011			

| 0-14 anos | 15-24 anos | 25-64 anos | 65 e + anos |
| 8 \| 10   | 15 \| 7    | 63 \| 63   | 48 \| 47    |
| +25%      | -53%       | +0%        | -2%         |